# Idioten der Familie
A Idioten der Familie egy 2018-ban bemutatott német filmdráma Michael Klier rendezésében és Lilith Stangenberg, Jördis Triebel és Hanno Koffler főszereplésével.

## Cselekmény
|  | Alább a cselekmény részletei következnek! |

A 40 éves Heli új életet akar kezdeni, és talált egy intézetet, ahová fiatalabb, értelmi fogyatékos húgát helyezheti. Három egocentrikus testvére beleegyezik a tervbe, és eljönnek, hogy megosszák testvérük utolsó hétvégéjét abban a házban, ahol mindannyian felnőttek Berlin külvárosában.